# Ореовец (община Прилеп)
Вижте пояснителната страница за други значения на Ореовец.
Ореовец или понякога книжовно Ореховец или Оряховец (на македонска литературна норма: Ореовец) е село в община Прилеп, Северна Македония.

## География
Селото е разположено в планината Бабуна, току над самия град Прилеп, източно от него и в близост до прохода Плетвар

## История
В XIX век Ореовец е изцяло българско село в Прилепска кааза на Османската империя. Църквата „Свети Димитър“ е от 1874 година.
В „Етнография на вилаетите Адрианопол, Монастир и Салоника“, издадена в Константинопол в 1878 година и отразяваща статистиката на населението от 1873 година, Ореховец (Oréhovetz) е посочено като село с 44 домакинства и 184 жители българи.
На Етнографската карта на Битолския вилает на Картографския институт в София от 1901 година Ореовец е чисто българско село в Прилепската каза на Битолския санджак с 57 къщи.
Според статистиката на Васил Кънчов („Македония. Етнография и статистика“) от 1900 година Орѣоецъ има 505 жители, всички българи християни.
В началото на XX век българското население на селото е под върховенството на Българската екзархия. По данни на секретаря на екзархията Димитър Мишев („La Macédoine et sa Population Chrétienne“) през 1905 година в Оряховец има 480 българи екзархисти и работи българско училище.
Според преброяването от 2002 година селото има 17 жители, от тях 16 северномакедонци и един непосочен.

## Личности
Родени в Ореовец
- Ачко Иванов (? - 1905), български революционер от ВМОРО, загинал в местността Църници[7]
- Вера Ацева - Доста (1919 – 2006), комунистическа партизанка и югославски политик
- Георги Ацев (1884 – 1906), български революционер
- Григор Симеонов (? - 1907), български четник от ВМОРО, загинал при Никодин в сражение с турци[7]
- Илия Мирче, българин, православен, арестуван преди април 1904 година, обвинен в „пренасяне на разни работи за бунтовническата организация“, осъден от Извънредния съд на 3 години каторга, лежал в Битолския затвор, амнистиран с общата амнистия от 12 април 1904 година[8]
- Мирче Ацев, български хайдутин от XIX век баща на революционерите Мирче, Георги и Петър Ацев
- Мирче Ацев (1859 – 1901), български революционер
- Мирче Ацев (1915 – 1943), комунистически партизанин и национален герой на Югославия и Северна Македония
- Никола Алексиев, македоно-одрински опълченец, 21-годишен, 2 рота на 6 охридска дружина, безследно изчезнал на 22 юни 1913 година[9]
- Петър Ацев (1877 – 1939), български революционер